# Ludwika Elżbieta de Bourbon-Condé
Ludwika Elżbieta de Bourbon-Condé (fr. Louise Élisabeth; ur. 22 listopada 1693, zm. 27 maja 1775) – księżniczka Condé i Enghien, księżna Étampes (tytuł ten odziedziczyła po śmierci swojej ciotki Marii Anny Burbon-Condé) i Conti, jako żona Ludwika Armanda II Burbon-Conti. 

## Życiorys

### Pochodzenie i dzieciństwo
Urodziła się 22 listopada 1693 w Pałacu wersalskim jako druga córka i trzecie dziecko Ludwika III, księcia Condé i jego żony Ludwiki Franciszki, legitymizowanej córki króla Francji Ludwika XIV i jego wieloletniej kochanki Françoise-Athénaïs de Rochechouart, markizy de Montespan. Jako członkini książęcego rodu Kondeuszy, będącego boczną linią panującej dynastii Burbonów Ludwika Elżbieta była księżniczką krwi. W młodości była znana na dworze jako mademoiselle de Charolais, który to tytuł po małżeństwie przeszedł na jej młodszą siostrę.

### Małżeństwo
Księżna Conti była osobą pełną wdzięku i chociaż nie można było nazwać ją piękną, to dzięki niezwykłemu sposobowi mówienia i wyrazowi twarzy odziedziczonemu po matce w porównaniu z nią gasły najpiękniejsze kobiety dworu. Jej maniery były najbardziej urzekające - chciała się przypodobać każdemu, nawet tym, którzy niczego nie mogli dla niej zrobić, nie porzucając przy tym godności i świadomości swojego pochodzenia; nigdy nie okazywała złego humoru i zawsze miała dla każdego dobre słowo. W towarzystwie była niesłusznie uważana za osobę pozbawioną wszelkich zdolności, chociaż tak naprawdę była jedną z najlepszych osób na dworze. Mąż uważał ją za głupie brzydactwo, za co odpłacała mu się licznymi romansami.  Najsłynniejszy stosunek łączył ją z księciem Rakoczym; ale wkrótce zraziła go do siebie dworską kokieterią..

Kiedy Ludwika Elżbieta skończyła siedemnaście lat, jej ambitna matka usiłowała wydać ją za mąż za królewskiego wnuka Karola, księcia de Berry. Małżeństwo to nie doszło jednak do skutku z powodu machinacji jej ciotki księżnej Orleanu, która na złość siostrze wydała za mąż za księcia swoją własną córkę Marię Ludwikę Elżbietę Orleańską.
9 lipca 1713 w Wersalu roku Ludwika Elżbieta wyszła za mąż za swojego kuzyna Ludwika Armanda, księcia Conti. Książę był o trzy lata młodszy od swojej małżonki i w chwili ślubu był już księciem Conti (jego ojciec Franciszek Ludwik, książę Conti zmarł w 1709 roku). Jego matką była znana z pobożności Maria Teresa, najstarsza wnuczka znakomitego dowódcy czasó Frondy Wielkiego Kondeusza.
To małżeństwo było częścią podwójnego aliansu pomiędzy liniami Kondeuszy i Contich - starszy brat Ludwiki Elżbiety - Ludwik Henryk, książę Burbonii poślubił siostrę Ludwika Armanda, Marię Annę, mademoiselle de Conti. Podwójna ceremonia miała miejsce w niedawno ukończonej Królewskiej Kaplicy Wersalu.
Podczas uroczystości obecni byli: babka ze strony ojca Ludwiki Elżbiety, księżna wdowa Condé, Karol, książę de Berry i jego żona Maria Ludwika Elżbieta Orleańska, wujowie panny młodej Ludwik August, książę du Maine i Ludwik Aleksander, hrabia Tuluzy, jej ciotka Franciszka Maria wraz z mężem księciem Orleanu oraz dwie owdowiałe księżne Conti, Maria Anna i Maria Teresa.
W sierpniu 1716 roku, mając dwadzieścia dwa lata, Ludwika Elżbieta zaraziła się ospą od swojego męża, który z oddaniem opiekował się żoną podczas jej choroby. W rok później na świat przyszło ich pierwsze dziecko z pięciorga jakie miały się jeszcze urodzić.
Ludwika Elżbieta miała kilka pozamałżeńskich romansów, z których najwięcej mówiono o jej związku z przystojnym Filipem Karolem de La Fare.Niewierności Ludwiki Elżbiety rozwścieczały jej męża, który stał się niezwykle zazdrosny i zaczął stosować przemoc psychiczną wobec małżonki. Znęcał się nad Ludwiką Elżbietą do tego stopnia, że ta poddała się badaniu lekarskiemu i Ludwik XV orzekł separację między małżonkami. Na wieść o tym książę urządził żonie karczemną awanturę i księżna uciekła od męża i zamieszkała ze swoją matką, a po kilku latach przeniosła się do zakonu.
Księżna złożyła wniosek do Parlamentu o przekazanie jej dzieci i wyznaczenie miejsca w którym z nimi zamieszka, a także o rozwód z mężem z powodu jego okrutnego charakteru. W 1725 roku orzeczono oficjalną separację i książę na jakiś czas zamieszkał w należącym doń château de l'Isle-Adam. Wkrótce Ludwika Elżbieta pozwoliła mężowi na powrót do paryskiego Hotelu Conti. W niecały rok później na świat przyszło ich ostatnie dziecko Ludwika Henrietta.
Dzięki wsparciu udzielonemu przez parę książęcą szkockiemu ekonomiście Johna Lawa, który za czasów Regencji wprowadził we Francji pierwsze papierowe pieniądze, Conti zbili fortunę.

### Madame la Princesse de Conti troisième
Ludwik Armand II zmarł w 1727 roku w Hôtel de Conti w Paryżu Paris na tak zwaną „gorączkę piersiową”, będącą zapewne rozległym zawałem. Ludwika Elżbieta od tej pory była znana na dworze jako Madame la Princesse de Conti troisième lub Madame la Princesse de Conti dernière douairière co miało ją odróżnić od dwóch innych żyjących wdów po książętach Conti:
- Marii Anny (1666–1739) - legitymizowanej córki Ludwika XIV i Louise de La Vallière oraz żony Ludwika Armanda II, księcia Conti. Maria Anna była znana jako Madame la Princesse de Conti première douairière o tym jak owdowiała w 1685 roku. Po śmierci jej męża tytuł księcia Conti przeszedł na jego brata Franciszka Ludwika.
- Marii Teresy (1666–1732) - córki Henryka Juliusza, księcia de Condé i Anny Henrietty Wittelsbach oraz żony Franciszka Ludwika, księcia Conti i teściowej Ludwiki Elżbiety. Maria Teresa była znana jako Madame la Princesse de Conti seconde douairière po tym jak owdowiałą w 1709 roku.

Ludwika Elżbieta i jej ciotka księżna wdowa Orleanu wspólnie zaaranżowały małżeństwo jej syna Ludwika Franciszka, księcia Conti z wnuczką księżnej wdowy Ludwiką Dianą Orleańską oraz z jej córką Ludwiką Henriettą i wnukiem księżnej wdowy Ludwikiem Filipem Orleańskim. Te małżeństwa pomiędzy obiema rodzinami zakończyły na dobre nieprzyjaźń dzielącą od kilkudziesięciu lat księżnę wdowę Orleanu i jej siostrę, a matkę Ludwiki Elżbiety księżnę wdowę Condé.
Po śmierci matki w czerwcu 1743 roku Ludwika Elżbieta odziedziczyła wspaniałe château de Louveciennes, które później na prośbę króla zwróciła Koronie. Ludwik XV podarował je następczyni Markizy de Pompadour, Madame du Barry. Księżna wdowa Conti odziedziczyła również château de Voisins.
Pod koniec 1746 roku król Ludwik XV zamierzając wprowadzić do Wersalu swoją nową kochankę Jeanne Antoinette Poisson, przyszłą markizę de Pompadour i doskonale wiedząc o długach karcianych Ludwiki Elżbiety przekonał ją do wprowadzenia kobiety mieszczańskiego pochodzenia na dwór. Księżna zgodziła się na to po długich naradach ze swoim spowiednikiem. Cała sprawa zakończyła się sukcesem królewskiej kochanki. Ludwika Elżbieta zaprzyjaźniła się z markizą de Pompadour i była jej powiernicą aż do śmierci tamtej w 1764 roku.
Księżna wdowa zmarła w należącym do niej Hotel de Conti w Paryżu 27 maja 1775 roku w wieku osiemdziesięciu jeden lat i została pochowana w kościele Saint Sulpice.

## Potomstwo
Ze związku małżeńskiego z Ludwikiem Armandem (1696–1727), księciem Conti miała pięcioro dzieci:
- Ludwika (1715–1717),
- Ludwika Franciszka (1717–1776), kolejnego księcia Conti,
- Ludwika Armanda (1720–1722),
- Karola (1722–1730),
- Ludwikę Henriettę (1726–1759), żonę Ludwika Filipa, księcia Orleanu (1725–1785).